# Chulin culin chunfly
«Chulin Culin Chunfly» es una canción interpretada por el cantante puertorriqueño Julio Voltio. Fue el tercer sencillo de Julio Voltio y el primer sencillo del álbum Voltio. El sencillo fue lanzado en 14 de noviembre de 2005 por Sony BMG y White Lion Records. La versión del álbum incluye la participación de Residente de Calle 13. La versión remix tiene la colaboración de Residente y Three 6 Mafia.

## Video musical
El video musical muestra a Julio Voltio y Residente interpretando escenas inspiradas por varias películas.

## Versiones oficiales
- Versión del álbum (con Residente de Calle 13)- 4:39
- Remix (con Residente de Calle 13 y Three 6 Mafia) - 3:41

## Listas de popularidad
El sencillo fue el más exitoso hasta entonces, alcanzando el puesto 8 en la lista Billboard Hot Latin Tracks. El sencillo de la versión del álbum no fue tan exitoso, aunque logró alcanzar la posición 18 en esa misma lista. La canción sería prohibida en República Dominicana. En una entrevista con Jorge Pabón “El Molusco”, Nesty “La Mente Maestra”, productor del tema, informó que el comediante mexicano, Roberto Gómez Bolaños, conocido como “Chespirito”, recibió alrededor de un 41% o 49% de las regalías de al canción, debido a que esta frase fue creada por él.